# Martil
Martil (arabsky: مرتيل) je město v regionu Tanger-Tetuán-Al-Husajma v Maroku. K roku 2004 žilo ve městě 39 011 obyvatel, v roce 2014 64 355 obyvatel a roku 2020 81 959 obyvatel. Město se nachází zhruba 10 km od města Tetuán a necelých 40 km od španělské exklávy Ceuta. Jedním z nejdůležitějších zdrojů přijmů města je cestovní ruch. 
Název města pochází ze španělských slov Río Martín.

## Osobnosti
- Meki Megara (1933–2009), malíř a litograf